# Crotalaria vandenbrandii
Crotalaria vandenbrandii är en ärtväxtart som beskrevs av Rudolf Wilczek. Crotalaria vandenbrandii ingår i släktet sunnhampor, och familjen ärtväxter. Inga underarter finns listade i Catalogue of Life.